# Sami-Moschee
Die Sami-Moschee, auch Bait us-Sami (Urdu بیت السمیع DMG Baīt al-Samīʿ, deutsch ‚Haus des Allhörenden‘), ist eine Moschee im Siedlungsgebiet Schwarze Heide in Hannover im Stadtteil Stöcken. Die 2008 eröffnete Moschee wird von der Religionsgemeinschaft Ahmadiyya Muslim Jamaat, einer aus der Ahmadiyya-Bewegung hervorgegangenen Religionsgemeinschaft, unterhalten.

## Moschee

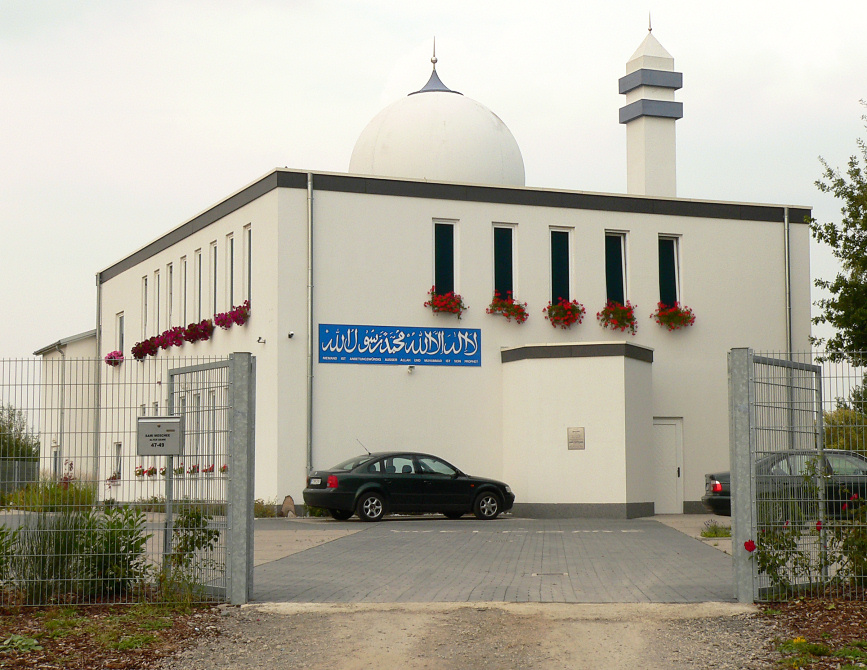
Geländezufahrt

Das Bait us-Sami ist die erste und bislang „einzige Moschee in Hannover mit Kuppel und richtigem Minarett“. Der Moscheeverein begann im November 2005 etwa 200 m von der Siedlungsgrenze entfernt mit dem Bau des Bait us-Sami. Die Moschee fasst 700 Gläubige und hat ein 18 Meter hohes Minarett. Dieses Minarett wird aber nicht für den Gebetsruf benutzt. Das Grundstück umfasst etwa 2.800 m² und liegt an einer Straße zu einem Industriegebiet außerhalb des Wohngebiets Schwarze Heide.
Im August 2008 wurde das Gotteshaus von Mirza Masroor Ahmad als dem spirituellen Oberhaupt der Ahmadiyya Muslim Jamaat eingeweiht. Es ist Teil des 100-Moschee-Projekts der Religionsgemeinschaft. Im Bait us-Sami versieht ein Murrabi (Erzieher) seinen Dienst. Dabei handelt es sich um einen besonderen Mitarbeiter der Ahmadiyya Muslim-Gemeinde, da der Islam kein Priestertum kennt.

## Moscheegemeinde
Die Moscheegemeinde ist in Hannover seit 1980 ansässig. 1991 wurden erstmals eigene Räume über einem Supermarkt angemietet. 1998 erfolgte der Umzug in ein gemietetes Einzelhaus in Ahlem. Eigenangaben zufolge hat die Moscheegemeinde 300 Mitglieder, darunter 100 Kinder, in Hannover und Umgebung.

## Sonstiges

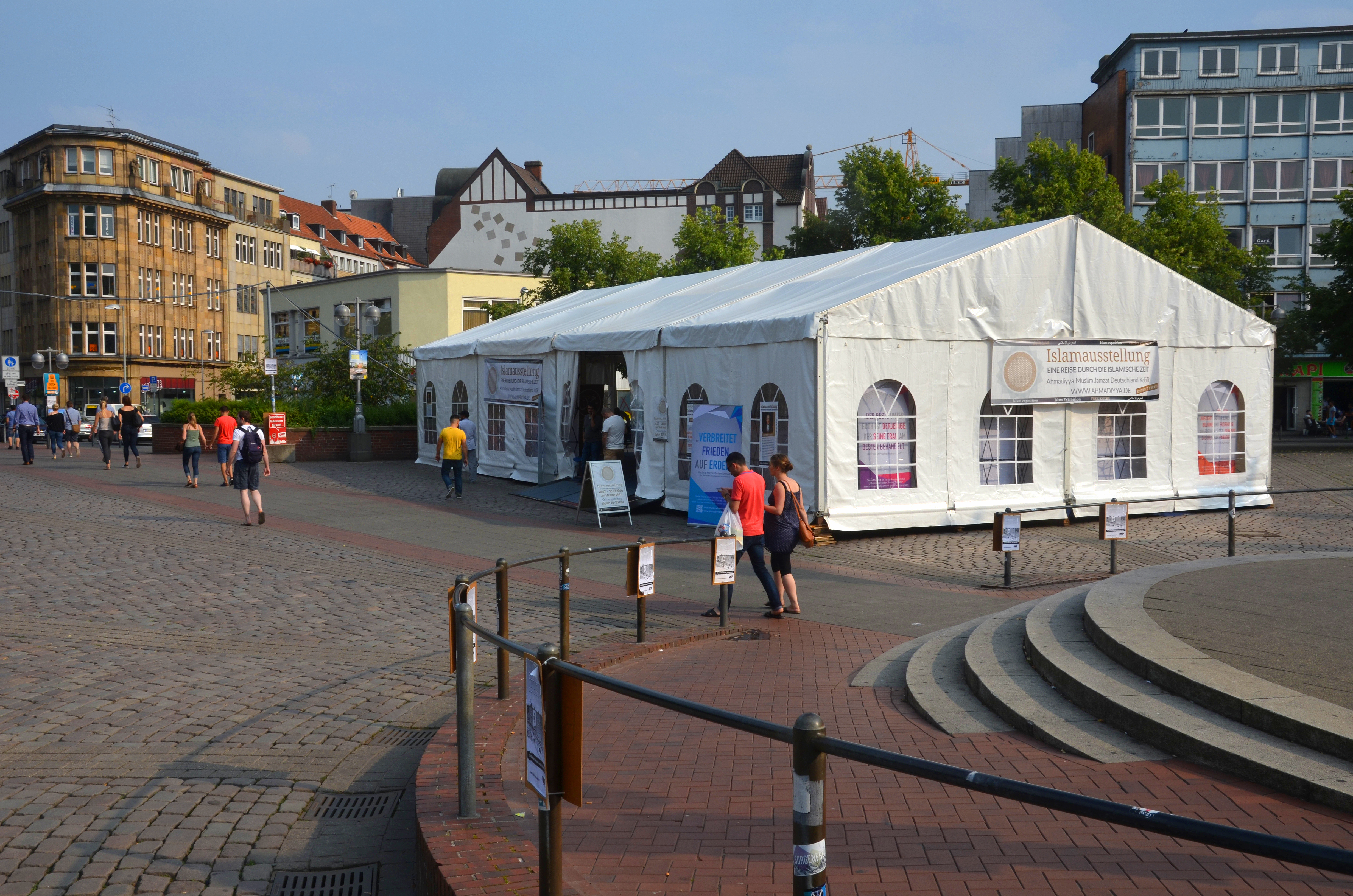
Islamausstellung der Ahmadiyya Muslim Jamaat Deutschland gemeinsam mit der Samii-Moschee auf dem Platz Am Steintor in Hannover, 2016

Die Mehrzahl der Bewohner im Siedlungsgebiet war mit dem Bauvorhaben nicht einverstanden. Vor dem Moscheebau gab es Unterschriftensammlungen, Aufrufe sowie Vorsprechen bei der zuständigen Verwaltungsbehörde, um den Bau zu verhindern. Als Grund wurde hauptsächlich die Sorge vor Lärmbelästigung durch Großveranstaltungen angeführt.
In der Silvesternacht des 31. Dezember 2008 verwüsteten Einbrecher die Moschee. Dabei wurden Eingangstüren demoliert, etwa 15 Fensterscheiben zerschlagen und drei Fernseher entwendet. Am 6. Februar 2009 besuchte der hannoversche Oberbürgermeister Stephan Weil die Moscheegemeinde.